# Gordon's Great Escape
Gordon's Great Escape är en tv-serie med Gordon Ramsay som programledare. Serien följer Gordons första besök till Indien, där han undersöker det indiska köket. Serien visades i på TV3 med början 29 december 2010.[källa behövs] Serien visades i Danmark under augusti 2010. Serien är producerad av Optomen.

## Bakgrund
Gordon blev intresserad av det indiska köket när hans mor gick ut och åt curry med honom då han var barn. Hans mor lärde sig också recept på curry från deras indiska hyresvärd i Birmingham. Gordon spelade in serien 2009, samtidigt som han hade finansiella och personliga problem hemma. Gordon uttryckte sig enligt följande: 
| ” | Det var jag och en ryggsäck och en månad på väg tillbaka till vad jag älskade att göra mest - laga mat...Ena stunden var jag överallt i nyhetstidningarna, nästa stund var jag på en kontinent där faktiskt ingen visste vem jag var. | „ |